# Emmanuel Bove

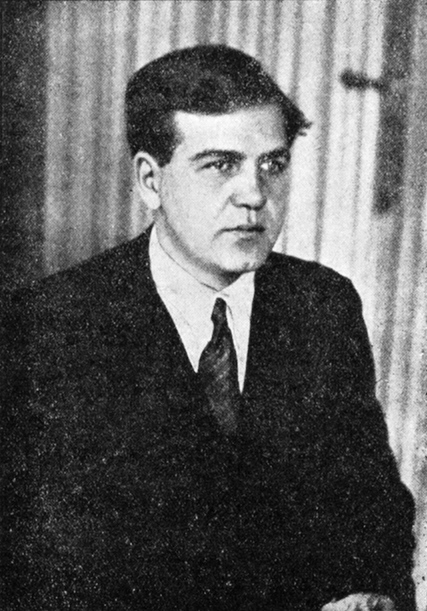
Emmanuel Bove, ca. 1928

Emmanuel Bove, bürgerlich Emmanuel Bobovnikoff (* 20. April 1898 in Paris; † 13. Juli 1945 ebenda), war ein französischer Schriftsteller jüdischer Herkunft.

## Leben
Emmanuel Bove war der Sohn eines mittellosen russischen Lebemanns, seine Mutter war ein Dienstmädchen aus Luxemburg. Vor und neben seiner schriftstellerischen Arbeit musste er, wie viele andere auch, seinen Lebensunterhalt lange Zeit hindurch mit Gelegenheitsjobs verdienen. Zwischen 1926 und 1936 war Bove auch als Reporter (journaliste de faits-divers) für mehrere Zeitungen und Zeitschriften tätig, u. a. für Le Quotidien, Détective und Paris-Soir; die dabei gemachten Erfahrungen mögen mit in die beiden Kriminalromane eingeflossen sein, die Bove 1933 verfasste: Le meurtre de Suzy Pommier und (unter dem Pseudonym Pierre Dugast:) La Toque de Breitschwanz. Zwischendurch unternahm er zahlreiche Reisen ins europäische Ausland und spielte erfolgreich Golf.
Als im Zweiten Weltkrieg das Vichy-Regime begann, den deutschen Besatzern die Juden auszuliefern, floh Bove 1942 nach Algerien. Er weigerte sich daraufhin, seine Bücher in Frankreich erscheinen zu lassen. 1944 kehrte er in das befreite Frankreich zurück. Aufgrund von Krankheiten, die er sich im Exil zugezogen hatte, hatte sich seine Gesundheit rapide verschlechtert und er starb am 13. Juli 1945 in Paris an Kachexie und Herzinsuffizienz.

## Werk
Boves Werk umfasst etwa 30 Romane, dazu kommen zahlreiche Erzählungen und Kurzgeschichten. Bove wirft einen Blick hinter die Kulissen des französischen Bürgertums seiner Zeit und entlarvt die scheinheilige Moral einer Gesellschaft, die Regeln aufstellt, um sie heimlich zu brechen.
Ein Beispiel: Menschen und Masken spielt im Ballsaal eines Pariser Hotels. Aus Anlass seiner Aufnahme in die Légion d'Honneur gibt der Schuhfabrikant André Poitou ein Bankett. Dazu hat er Honoratioren, Witwen und sonstige ihm bekannte Leute eingeladen. Alle treten wohlgekleidet auf, die Damen hochtoupiert, es handelt sich um die „gute Gesellschaft“. Doch hinter dem Pomp verbergen sich brutale Egoisten, die ihre Garderobe und die guten Sitten dazu nutzen, eigensüchtige Interessen zu verstecken. Ob es nun die Generalswitwe ist, die mit ihrer kreissägenartigen Stimme Aufmerksamkeit erzwingt, oder ein Senator, dessen Abgebrühtheit, hinter Schmeicheleien verborgen, kaum noch zu überbieten ist: ihnen allen geht es nur um die Macht, darum, möglichst viel Aufmerksamkeit zu gewinnen und ihre Position durch die „richtigen“ Kontakte zu verbessern. Menschen und Masken erschien 1928. „Ich habe über meinen nächsten Roman nachgedacht“, zitiert das Nachwort den Autor, „seltsam: Ich kenne bereits alles, nur das Thema nicht“. Das Buch ist also mehr aus einem Gefühl als aus einem Plan heraus entstanden. Zeigt sich hier das Lebensgefühl eines französischen Juden, der ahnte, wie wenig Verlass auf die „gute Gesellschaft“ sein würde?
In seinem Todesjahr erschien Le piège in Frankreich (deutsch: Die Falle), ein Buch über die Kollaboration in Frankreich. Distanziert schreibt Bove über den Weg des „Widerständlers im Geiste“ Bridet durch die kalten Flure der Vichy-Administration. Dieses Buch ist auch deshalb erstaunlich, weil die Kollaboration mit den deutschen Besatzern in Frankreich bis in die 1990er Jahre ein Reizthema war, über das ein breiter öffentlicher, kritischer Diskurs erst mit Jacques Chiracs Rede am 16. Juli 1995 einsetzte. Bove brach die großen Themen von Widerstand und Kollaboration auf alltägliche Situationen herunter, in denen sich sein Antiheld Bridet zwischen Feigheit und Würde, strategischer Anpassung und wirksamem Widerstand selbst langsam eine Schlinge um den Hals zieht.

## Rezeption
Mitte der 1920er Jahre galt Bove als „neuer Stern“ am Pariser Literatenhimmel. Rainer Maria Rilke und Klaus Mann bewunderten ihn. Vielen Literaturinteressierten im deutschsprachigen Raum wurde Bove durch die von Félix Bertaux und Hermann Kesten herausgegebene, 1930 im Gustav Kiepenheuer Verlag erschienene Anthologie Neue französische Erzähler bekannt.
Nach seinem Tod wurde Emmanuel Bove vergessen und blieb lange vergessen. 1972 schrieb Valéry Giscard d’Estaing in einem Brief an Philippe Soupault, die Bücher von Emmanuel Bove seien „vollkommen verschwunden“ und nicht einmal mehr in den „hinteren Räumen der Buchhandlung“ zu finden. Erst Ende der 1970er Jahre begann in Frankreich eine Wiederentdeckung. Durch Luc Bondy wurde Peter Handke auf Bove aufmerksam. Handkes drei Übersetzungen (in den Jahren 1981 bis 1984) machten Bove auch in Deutschland einer breiteren Leserschaft bekannt. 2017 erinnerte die Universitäts- und Landesbibliothek Darmstadt mit der Ausstellung „Wer war Emmanuel Bove?“ an ihn.
Heute gilt Bove als ein Klassiker der französischen Literatur des 20. Jahrhunderts.

## Werke
- 1924: Mes amis, deutsch: Meine Freunde. Übers. Peter Handke. Suhrkamp, Frankfurt 1981 ISBN 978-3-518-01744-9.
- 1925: Armand, deutsch: Armand. Übers. Peter Handke. Suhrkamp, Frankfurt 1982
- 1927: Bécon-les-Bruyères, deutsch: Bécon-les-Bruyères. Eine Vorstadt. Übers. Peter Handke. Suhrkamp, Frankfurt 1984 ISBN 978-3-518-01872-9
- 1927: La coalition.Roman. Die Verbündeten, Übers. Thomas Laux. Deuticke, Wien 1999 ISBN 978-3-216-30326-4
- 1927: Un soir chez Blutel (Roman). Deutsch: Ein Abend bei André Blutel. Übers., Nachw. Thomas Laux. Edition diá, Berlin 2018 ISBN 978-3-86034-423-1
- 1928: Cœurs et visages. Deutsch: Menschen und Masken. Übers. Uli Aumüller, Hg., Nachwort Bettina Augustin. Manholt, Bremen 1991; Fischer TB, Frankfurt 1995; dtv, München 2003
- 1928: Henri Duchemin et ses ombres. Deutsch: Geschichte eines Wahnsinnigen. Sieben Erzählungen. Übers. Martin Zingg[4]
- 1928: L’amour de Pierre Neuhart. Deutsch: Die Liebe des Pierre Neuhart. Übers. Thomas Laux. Fischer TB, Frankfurt 1991; wieder in GA deutsch, Edition diá, 2017
- 1928: La coalition. Erzählung. Deutsch: Aftalion, Alexandre. Erzählung. Übers. Ursula Dörrenbächer. Friedenauer Presse, Berlin 1989
- 1928: La mort de Dinah. Deutsch: Dinah. Übers. Michaela Ott. Friedenauer Presse, Berlin 1992; Fischer TB, Frankfurt 1995
- 1928: Une fugue. Deutsch: Eine Flucht. Übers. Martin Hennig. Verlag köln '78, Köln 1983
- 1928: Un père et sa fille, Deutsch: Ein Vater und seine Tochter, Übers. Gabriela Zehnder, Nachwort Bettina Augustin. Manholt, Bremen 2000; dtv, München 2003
- 1930: Monsieur Thorpe. Deutsch: Monsieur Thorpe. Erzählungen. Übers., Nachwort Thomas Laux. Reclam, Leipzig 1993; wieder in Begegnung und andere Erzählungen. 2012
- 1931: Journal – écrit en hiver. Deutsch: Journal – geschrieben im Winter. Übers. Gabriela Zehnder. Epoca, Zürich 1998 ISBN 978-3-905513-10-3
- 1932:  Un célibataire. Deutsch: Ein Junggeselle. Übers. Georges Hausemer, Hg., Nachwort Bettina Augustin. Manholt, Bremen 1990; Fischer TB, Frankfurt 1993; dtv, München 2002
- 1932 Un Raskolnikoff, Deutsch: Schuld, (Aus dem Französischen und mit einem Nachwort von Thomas Laux), Lilienfeld Verlag, Düsseldorf 2010, ISBN 978-3-940357-16-8 (Lilienfeldiana Bd. 7)
- 1933: La toque de Breitschwanz. (Kriminalroman unter dem Pseudonym Pierre Dugast)
- 1933: Le meurtre de Suzy Pommier. Deutsch: Der Mord an Suzy Pommier. Kriminalroman. Übers. Barbara Heber-Schärer, Nachwort Bettina Augustin. Fischer TB, Frankfurt 1993
- 1933: La dernière nuit. Deutsch: Die letzte Nacht. Übers. Thomas Laux. S. Boettcher, Düsseldorf 1988; Fischer TB, Frankfurt 1990; wieder in GA deutsch, 2017
- 1934: Le beau-fils. Deutsch: Der Stiefsohn. Übers. Gabriela Zehnder, Nachw. Bettina Augustin. Manholt, Bremen 2002
- 1935: Le pressentiment. Deutsch: Die Ahnung. Übers., Nachw. Thomas Laux. Deuticke, Wien 1996, ISBN 978-3-216-30117-8; Suhrkamp, Frankfurt 1998
- 1935: L'Impossible amour. Roman
- 1936: Un fait divers inconnu. Novelle
- 1937: Adieu Fombonne. Roman. Deutsch: Adieu Fombonne. Übers. Thomas Laux. Edition diá, Berlin 2019 ISBN 978-3-86034-440-8
- 1945: Le piège. Deutsch: Die Falle. Übers. Bernd Schwibs. Suhrkamp, Frankfurt 1996 ISBN 978-3-518-39486-1
- 1945: Départ dans la nuit, Deutsch: Flucht in der Nacht (zus. mit Einstellung des Verfahrens). Übers. Thomas Laux, Vorwort Raymond Cousse. Deuticke, Wien 1997 ISBN 978-3-216-30300-4
- 1946: Non-lieu. Deutsch: Einstellung des Verfahrens (zus. mit Flucht in der Nacht), Übers. Thomas Laux, Vorw. Raymond Cousse. Deuticke, Wien 1997
- 1985: Un homme qui savait, Deutsch: Ein Mann, der wusste. Übers. Gabriela Zehnder. Edition Epoca, Zürich 2000
- 1987: Mémoires d’un homme singulier. Deutsch: Ein Außenseiter. Übers. Dirk Hemjeoltmanns, Nachw. Bettina Augustin. Manholt, Bremen 1995; Fischer TB, Frankfurt 1999
- 1999: Un caractère de femme. Deutsch: Colette Salmand. Übers. Barbara Heber-Schärer, Nachw. Jean-Luc Bitton. Mit einem Gespräch mit Peter Handke. Friedenauer Presse, Berlin 2001 ISBN 978-3-932109-23-2; dtv, München 2004
- 2012 Begegnung und andere Erzählungen. Übers., Nachw. Thomas Laux, Lilienfeld Verlag, Düsseldorf 2012, ISBN 978-3-940357-22-9 (Lilienfeldiana Bd. 11).
- 2017 Was ich gesehen habe. Übersetzt von Helke Voß-Becher. Golden Luft Verlag, Mainz 2017, ISBN 978-3-9818555-2-4.
- 2018 Schuld und Gewissensbiss. Ein Roman und neun Erzählungen. Übers. Thomas Laux. Lilienfeld Verlag, Düsseldorf 2018, ISBN 978-3-940357-69-4
- 2019 Der Liebesrausch. Drei Groschenromane. Übers. Thomas Laux. Edition diá, Berlin 2019, ISBN 978-3-86034-438-5.
- 2021 Die Geschichte eines Verrückten. Übersetzt von Helke Voß-Becher. Golden Luft Verlag, Mainz 2021, ISBN 978-3-9822844-2-2

Gesamtausgabe (GA) in deutscher Übersetzung. Edition diá, Berlin
- Ein Abend bei André Blutel. Roman. Übers., Nachw. von Thomas Laux. ISBN 978-3-86034-423-1
- Aftalion, Alexandre. Erzählung. Übers. Ursula Dörrenbächer. ISBN 978-3-86034-428-6
- Ein Außenseiter. Roman. Übers. Dirk Hemjeoltmanns. ISBN 978-3-86034-427-9
- Dinah. Roman. Übers. Michaela Ott. ISBN 978-3-86034-432-3
- Flucht. Erzählung. Übers. Martin Hennig. ISBN 978-3-86034-431-6
- Geschichte eines Wahnsinnigen. Erzählungen. Übers. Martin Zingg. ISBN 978-3-86034-413-2
- Journal – geschrieben im Winter. Roman. Übers. Gabriela Zehnder. ISBN 978-3-86034-433-0
- Ein Junggeselle. Roman. Übers. Georges Hausemer. ISBN 978-3-86034-434-7
- Die letzte Nacht. Roman. Übers. Thomas Laux. ISBN 978-3-86034-420-0
- Die Liebe des Pierre Neuhart. Roman. Übers. Thomas Laux. ISBN 978-3-86034-421-7
- Ein Mann, der wusste. Roman. Übers. Gabriela Zehnder. ISBN 978-3-86034-436-1
- Menschen und Masken. Roman. Übers. Uli Aumüller. ISBN 978-3-86034-430-9
- Der Mord an Suzy Pommier. Kriminalroman. Übers. Barbara Heber-Schärer. ISBN 978-3-86034-437-8
- Der Stiefsohn. Roman. Übers. Gabriela Zehnder. ISBN 978-3-86034-435-4
- Ein Vater und seine Tochter. Roman. Übers. Gabriela Zehnder. ISBN 978-3-86034-429-3
- Die Verbündeten. Roman. Übers. Thomas Laux. ISBN 978-3-86034-424-8